# (69228) Kamerunberg
(69228) Kamerunberg ist ein Asteroid des inneren Hauptgürtels. Er wurde am 16. Oktober 1977 von den niederländischen Astronomen Cornelis Johannes van Houten, Ingrid van Houten-Groeneveld und Tom Gehrels im Rahmen des Palomar-Leiden-Surveys entdeckt.
Der Asteroid wurde am 22. Juli 2013 nach dem Kamerunberg benannt, einem aktiven Vulkan im Westen Kameruns.